# Larry Bagby

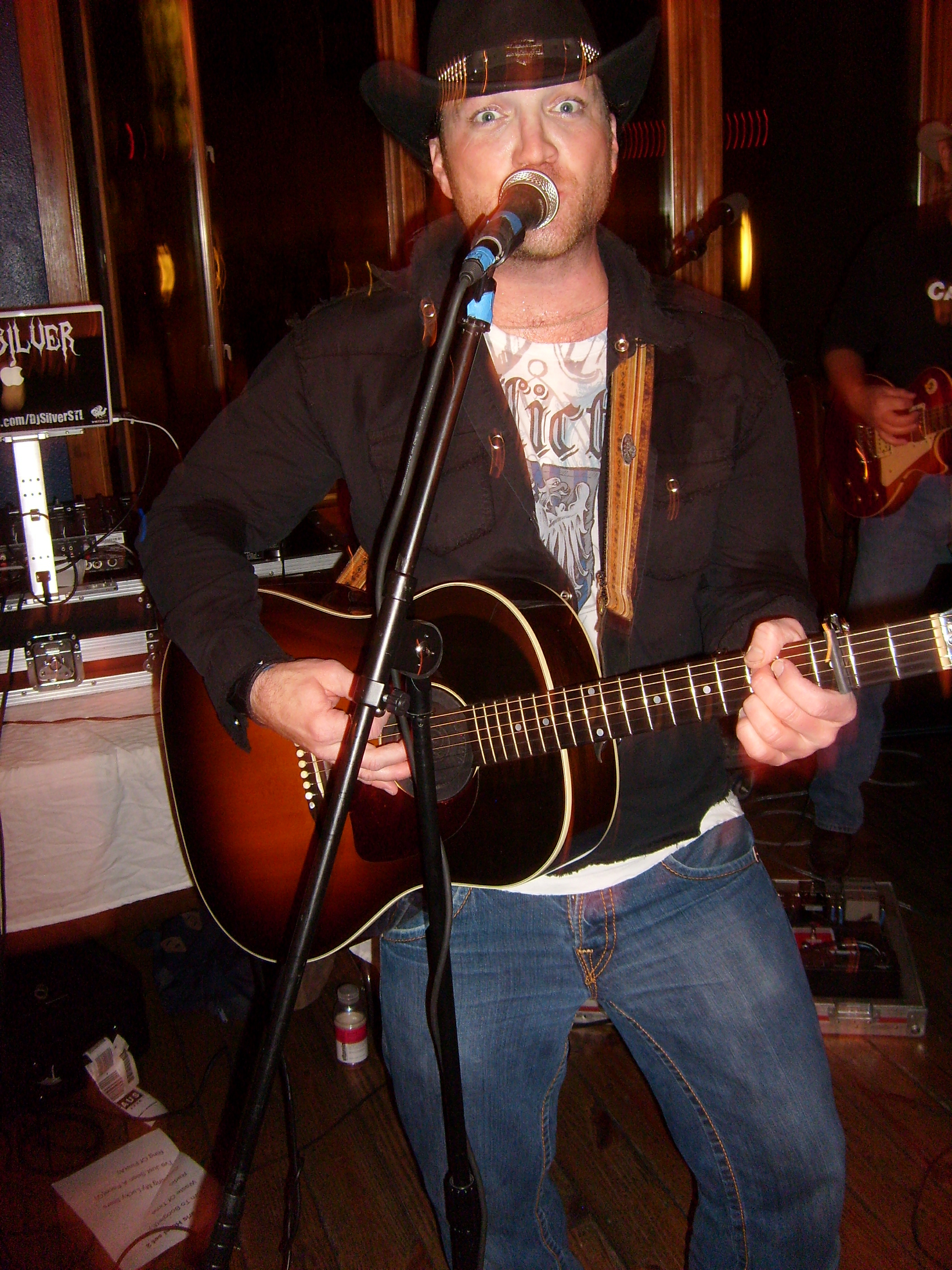
Larry Bagby

Lawrence „Larry“ Bagby III. (* 7. März 1974 in Marysville, Kalifornien) ist ein US-amerikanischer Musiker und Schauspieler.

## Leben
Seine Kindheit verbrachte Bagby größtenteils in Kalifornien. Schon als kleiner Junge trat er zusammen mit seinem Vater auf, der damals in einer Band spielte. Seinen ersten Auftritt im Fernsehen hatte Bagby in The Wizard Of Oz. Seine ersten vier Titel spielte er bereits als Jugendlicher ein, er war Mitglied einer Schülerband, mit der er regelmäßig auftrat. Die Lieder schrieb er schon damals selbst.
Als er später in Nashville an einem Musikwettbewerb teilnahm, war er einer von zehn Gewinnern eines Fernsehauftritts. Kurz danach gründete er mit Sam Nickell und Curt Piar die Larry Bagby Band. Als Schauspieler wurde Bagby dem deutschen Publikum vor allem in der Rolle des Marshall Grant in der Johnny-Cash-Filmbiografie Walk the Line bekannt.

## Diskografie (Alben)
- 2005: Where I Stand
- 2009: Player with a Heart

## Filmografie (Auswahl)
- 1993: Hocus Pocus
- 1997–1999: Buffy – Im Bann der Dämonen (Buffy the Vampire Slayer, Fernsehserie, 6 Folgen)
- 1997–2000: JAG – Im Auftrag der Ehre (JAG, Fernsehserie, 3 Folgen)
- 2001: CSI: Den Tätern auf der Spur (CSI: Crime Scene Investigation, Fernsehserie, Folge 1x16 Too Tough to Die)
- 2003: Saints and Soldiers
- 2004: Malcolm mittendrin (Malcolm in the Middle, Fernsehserie, Folge 5x22 Reese Joins the Army: Part 2)
- 2005: Walk the Line
- 2007: Believe The Movie
- 2011: Age of the Dragons